# Wereldbeker schaatsen 2010/2011 - Ploegenachtervolging mannen
De Ploegenachtervolging voor mannen tijdens de wereldbeker schaatsen 2010/2011 begon op 21 november 2010 in Berlijn en eindigde op 30 januari 2011 in Moskou. Titelverdediger was de Noorse ploeg die de beker met succes wist te behouden.
Deze wereldbekercompetitie was tevens het kwalificatietoernooi voor de WK afstanden 2011.

## Eindpodium 2009/2010
| Medaille | Land      | Punten |
| -------- | --------- | ------ |
| Goud:    | Noorwegen | 380    |
| Zilver:  | Nederland | 350    |
| Brons:   | Canada    | 306    |

## Podia
| Wedstrijd: | Goud:                                                       | Tijd    | Zilver:                                                            | Tijd    | Brons:                                                           | Tijd    |
| Berlijn    | Verenigde Staten Shani Davis Jonathan Kuck Trevor Marsicano | 3.43,10 | Noorwegen Håvard Bøkko Henrik Christiansen Sverre Lunde Pedersen   | 3.44,65 | Nederland Wouter Olde Heuvel Koen Verweij Bob de Vries           | 3.45,38 |
| Hamar      | Verenigde Staten Shani Davis Jonathan Kuck Trevor Marsicano | 3.43,58 | Canada Lucas Makowsky Denny Morrison Justin Warsylewicz            | 3.44,61 | Noorwegen Håvard Bøkko Henrik Christiansen Fredrik van der Horst | 3.47,01 |
| Moskou     | Rusland Pavel Bajnov Aleksandr Roemjantsev Ivan Skobrev     | 3.43,71 | Noorwegen Håvard Bøkko Mikael Flygind Larsen Sverre Lunde Pedersen | 3.46,68 | Duitsland Patrick Beckert Robert Lehmann Marco Weber             | 3.47,15 |

## Eindstand
| #      | Land             | Schaatsers                                                        | BER | HAM | MOS | Totaal |
| ------ | ---------------- | ----------------------------------------------------------------- | --- | --- | --- | ------ |
| Goud   | Noorwegen        | Bøkko, Christiansen, Van der Horst, Larsen, Pedersen              | 80  | 70  | 120 | 270    |
| Zilver | Rusland          | Bajnov, Lalenkov, Roemjantsev, Skobrev                            | 40  | 60  | 150 | 250    |
| Brons  | Verenigde Staten | Bedford, Davis, Fredricks, Kuck, Marsicano, Whitmore              | 100 | 100 | 32  | 232    |
| 4      | Canada           | Makowsky, D. Morrison, Riopel, Warsylewicz                        | 50  | 80  | 90  | 220    |
| 5      | Duitsland        | Beckert, Lehmann, Schneider, Weber                                | 45  | 24  | 105 | 174    |
| 6      | Polen            | Bródka, Cieslak, Niedźwiedzki, Szymański                          | 32  | 40  | 75  | 147    |
| 7      | Italië           | Anesi, Cignini, Fabris, Stefani                                   | 60  | 36  | 45  | 141    |
| 8      | Nederland        | Blokhuijsen, R. Olde Heuvel, W. Olde Heuvel, Verweij, B. de Vries | 70  | 50  | 0   | 120    |
| 9      | Kazachstan       | Babenko, Baklasjkin, Beloesov, Gloesjenko, Mezentsev, Zjigin      | 28  | 45  | 36  | 109    |
| 10     | Tsjechië         | Haselberger, Kulma, Sáblík                                        | 18  | 21  | 40  | 79     |
| 11     | Frankrijk        | Briand, Contin, Macé                                              | 24  | 32  | —   | 56     |
| 12     | Japan            | Abe, Nakamura, Oda, Zaike                                         | 21  | 28  | —   | 49     |
| 13     | Zuid-Korea       | Ko, Lee J-w, Lee S-h                                              | 36  | —   | —   | 36     |

2004/2005 · 
2005/2006 · 
2006/2007 · 
2007/2008 · 
2008/2009 · 
2009/2010 · 
2010/2011 · 
2011/2012 · 
2012/2013 · 
2013/2014 · 
2014/2015 · 
2015/2016 · 
2016/2017 · 
2017/2018 · 
2018/2019 · 
2019/2020 · 
2020/2021 · 
2021/2022 · 
2022/2023 · 
2023/2024 · 
2024/2025